# Pavel Sorine
Pavel Sorine, né le 12 mars 1995, est un rameur russe.

## Palmarès

### Championnats d'Europe
- 2015 à Poznań, (Pologne)
  -  Médaille d'or en Quatre de couple